# Stigmella latifasciella
Stigmella latifasciella là một loài bướm đêm thuộc họ Nepticulidae. Nó được tìm thấy ở Kentucky, Ohio, Michigan, Virginia, Arkansas, Pennsylvania, New York, Massachusetts, Illinois, Florida, Ontario và British Columbia.
There are probably three generations per year in hầu hết its range.
Ấu trùng ăn Quercus species, bao gồm Quercus rubra.Chúng ăn lá nơi chúng làm tổ.